# Фэн Юлань
Фэн Юла́нь (кит. трад. 馮友蘭, упр. 冯友兰, пиньинь Féng Yǒulán, 4 декабря 1895, Тансянь, Хэнань, Империя Цин — 26 ноября 1990, Пекин, Китай) — китайский философ, историк китайской философии, исследователь конфуцианства. Представитель эклектизма.

## Биография
Родился в уезде Тансянь провинции Хэнань. В 1918 году закончил Пекинский университет. Продолжил обучение в США (Колумбийский университет), где занимался под началом Джона Дьюи и в 1924 году получил степень доктора философии. По возвращении в Китай занимался преподаванием, в том числе и в Пекинском университете.
В 1933—1935 годах ездил по Европе. По пути на конференцию в Прагу посетил СССР, радикальные преобразования в котором оказали на Фэна существенное впечатление. Его речи после возвращения на родину, содержавшие и высокую оценку перспектив коммунистического строительства, и критику виденных им ошибок, вызвали интерес полиции Чан Кайши и кратковременное тюремное заключение. Вместе с тем, Фэн вступил в Гоминьдан, стал делегатом его V съезда и твёрдо поддерживал правительство в сопротивлении японской агрессии.
В 1946—1947, во время работы в Пенсильванском университете, с помощью Д. Боддэ написал на английском языке «Краткую историю китайской философии» (A Short History of Chinese Philosophy) — сокращённую версию своей «Истории китайской философии». С 1947 преподавал в Университете Цинхуа. В 1952 переведён на философский факультет Пекинского университета, где и проработал до конца жизни.
В коммунистическом Китае заявлял о симпатиях к марксизму, однако не избежал гонений в период «культурной революции»; затем именно его (как знатока конфуцианства) избрали застрельщиком кампании критики Линь Бяо и Конфуция. Умер в Пекине.

## Идеи
В своих работах пытался соединить традицию китайской мысли (конфуцианство, даосизм, буддизм) с западной философией. Конфуцианство он воспринял через призму учений Чжу Си и Чэн И. В основу своего учения он полагал 4 начала:
- Ли — идеальная форма, в том числе энтелехия (Тай-Цзи)
- Ци — материя
- Дао ди — процесс движения
- Да цюань — универсум.

Развитие человека он мыслил в четыре этапа:
- Естественно-инстинктивная
- Утилитарная
- Моральная
- Космическая

## Сочинения
- «История китайской философии» (1930, 1934)
  - Краткая история китайской философии = A Short History of Chinese Philosophy. / Пер. с англ.: Котенко Р. В. — Санкт-Петербург : Евразия, 1998. — 373 с. ISBN 5-8071-0008-5
- «Новое конфуцианство» («Синь ли-сюэ») (1939);
- «Путь Китая к свободе» («Синь ши-лунь») (1939);
- «Новый трактат о жизни» («Синь ши-сюнь») (1940);
- «Новый трактат о человеке» («Синь юань-жэнь») (1943);
- «Новый трактат о дао» («Синь юань-дао») (1944);
- «Новый трактат о метафизике» («Синь чжи-янь») (1946).